# Cesárea de Arlés
Cesárea conocida como la anciana (475 - 12 de enero de 527), hermana del obispo de Arlés Cesáreo (470-543).

## Biografía
Fue enclaustrada desde muy joven en un monasterio en Marsella para ser criada allí. En 512, se convirtió en la primera abadesa del monasterio que Cesáreo fundó en Arlés. Él escribe para este monasterio, entonces llamado Saint-Jean, la Regula sanctarum uirginum. Esta regla también se conoce como la Regla de Santa Cesárea.
Cesárea murió el 12 de enero, probablemente en 527, después de haber sido quince años abadesa del monasterio.  Fue enterrada en la basílica de Sainte-Marie dedicada el 6 de junio de 524 durante el Concilio de Arlés.
En Arlés, solo una estatua ubicada en la iglesia de Saint-Césaire-le-neuf evoca su memoria; Cesárea está representada a los pies, en traje monástico, llevando una maqueta del monasterio con la mano izquierda. Se celebra el 12 de enero.

### Biografía
Cesárea la joven, (sucedió a Cesárea la anciana) que no parece haber estado vinculada a Cesáreo por lazos de parentesco. Bajo su guía la comunidad creció enormemente, y a finales del siglo VI no contaba con menos de doscientas religiosas. De Vogüé atribuyó el “Constitutum” relativo a la sepultura de las monjas a Cesárea la joven, más que a Liliola, que le sucedió como abadesa.
A ella y al clero de Arlés está dirigido el “Testamentum” de Cesáreo, con el que el obispo le dejaba un gran manto de cáñamo tejido por ella misma. Y evidentemente fue ella la que insistió con súplicas, junto a las hermanas de ascesis, para que cinco compañeros de fe de Cesáreo escribiesen la vida después de su muerte.